# 구글 폭탄
구글 폭탄(Google bomb), 구글워싱(Googlewashing)은 과도한 링크로 인해 부적절하거나 관련이 없거나 주제에서 벗어난 검색 용어의 결과가 웹 검색 엔진에서 상위에 등재되는 방식을 말한다. 이와 대조적으로, 검색 엔진 최적화(SEO)는 관련 검색 용어를 위해 웹 검색 엔진의 웹 페이지 나열을 개선하는 방식이다.
구글 폭탄은 사업, 정치, 희학적 목적으로 수행된다. 구글의 검색 순위 알고리즘은 연관되는 다른 문서가 비슷한 앵커 텍스트를 충분히 사용한다면 특정한 검색 엔진에 대해 더 페이지 순위를 더 높인다. 그러나 2007년 1월, 구글은 조지 W. 부시와 마이클 무어로 이어지는 "비참한 실패"(miserable failure)와 같은 대중적인 구글 폭탄에 맞서기 위해 검색 알고리즘을 트윅(tweak)하였다. 현재 검색 결과는 구글 폭탄 그 자체에 관한 문서들을 나열한다. 2017년 12월 기준으로, "miserable failure"의 구글 검색 최초 결과는 "구글 폭탄"을 정의하는 위키백과 문서이다. 동사와 명사로 둘 다 사용되는 구글 봄빙(Google bombing)은 2005년 5월 새 옥스포드 미국 사전에 도입되었다.

## 역사
구글 폭탄은 1999년으로 거슬러 올라가며, 당시 "more evil than Satan himself"을 검색하면 최상위 결과로 마이크로소프트 홈페이지가 표시되었다.

## 같이 보기
- 트위터 폭탄

### 뉴스 기사
- Google hit by link bombers – BBC News, March 13, 2002
- Top of the Heap – Business 2.0, July 2002 – Ego bombing
- Engineering Google Results to Make a Point – NY Times, January 22, 2004
- Student trying to 'bomb' Kerry – Pittsburgh Tribune-Review, April 16, 2004
- Dropping 'Google-bombs' – San Diego Union-Tribune, June 14, 2004
- Inbound Links most important for Google ranking and bombs BBC – Direct Traffic News, April 4, 2007
- Corey Feldman is hurting…or is it a Google bomb? – CollegeNews.com July 8, 2009